# Xíling tanzà
El xíling tanzà (en suahili shilingi ya Tanzania o, simplement, shilingi; en anglès Tanzanian shilling o, simplement, shilling) és la unitat monetària de Tanzània. El codi ISO 4217 és TZS i s'acostuma a abreujar Tsh. Tradicionalment s'ha subdividit en 100 cèntims (senti / cents), tot i que actualment, a causa del baix valor de la moneda, la fracció ja no s'utilitza.
Es va adoptar el 1966 en substitució del xíling de l'Àfrica Oriental en termes paritaris (1=1), moneda que s'havia introduït el 1921.
Emès pel Banc de Tanzània (Benki Kuu ya Tanzania / Bank of Tanzania), en circulen monedes de 50, 100 i 200 xílings, i bitllets de 500, 1.000, 2.000, 5.000 i 10.000 xílings. Les monedes de 5, 10 i 50 cèntims i d'1, 5, 10 i 20 xílings, tot i que oficialment no han estat retirades de la circulació, a la pràctica ja no s'utilitzen.

## Taxes de canvi
- 1 EUR = 1.587,13 TZS (18 de juny del 2006)
- 1 USD = 1.255,04 TZS (18 de juny del 2006)